# Lisa Demetz
Lisa Demetz (Bolzano, 21 maggio 1989) è un'ex saltatrice con gli sci italiana.
Tra le prime atlete a praticare il salto con gli sci in Italia, ha fatto parte della nazionale italiana per oltre un decennio (dai primi anni 2000 fino al ritiro). È stata la prima saltatrice italiana a conquistare risultati di prestigio in campo internazionale.

## Biografia
Originaria di Ortisei, dopo aver provato vari sport (tra cui il pattinaggio di figura), si avvicinò al salto con gli sci nel 2002, accogliendo l'invito dell'allenatore Romed Moroder dello Sci Club Gardena, che in quel tempo si era messo al lavoro per costituire la prima squadra nazionale femminile di tale disciplina e aveva notato la sua abitudine a sciare fuoripista. Si formò agonisticamente nelle file di tale club, nonché al ginnasio sportivo di Stams, in Austria.
Il debutto in Coppa Continentale (a quel tempo massima competizione femminile di salto, dato che la Coppa del Mondo fu istituita nella stagione 2012) avvenne nel 2004. Tre anni dopo conquistò l'oro ai Mondiali juniores di Tarvisio 2007 nella gara individuale da trampolino HS100. Sempre nel 2007 divenne la prima saltatrice italiana ad essere ammessa in un corpo sportivo militare, il C.S. Esercito.
Nel 2009 ottenne il primo - e unico - successo in Coppa Continentale, nella tappa di Dobbiaco su trampolino HS100. In Coppa del Mondo esordì nella gara inaugurale del 3 dicembre 2011 sul trampolino Lysgårdsbakken di Lillehammer (18ª); nella seconda prova a Hinterzarten, il 7 gennaio 2012, si piazzò 3ª, conquistando il suo unico podio in carriera, nonché il primo di un'atleta italiana in Coppa del Mondo.
In carriera prese parte a due edizioni dei Campionati mondiali, con un 13º posto conquistato a Oslo-Holmenkollen 2011 come miglior risultato.
A fine 2012 subì un grave infortunio in gara a Lillehammer, che la costrinse a fermarsi fino ad aprile 2013. Nel periodo di stop fu tra l'altro telecronista per Rai Sport delle gare di salto ai mondiali di sci nordico in Val di Fiemme 2013.
Dopo essere guarita e rientrata in competizione, non riuscì a ritornare competitiva. Dopo alcune gare mediocri e la mancata qualificazione alle Olimpiadi di Sochi 2014, ottenne dalla FISI il permesso di tornare ad allenarsi con Romed Moroder, il quale la convinse a non ritirarsi. Il prosieguo di stagione tuttavia non fu positivo: l'atleta riferì di essere oggetto di ostilità da parte dello staff tecnico e di aver dovuto pagare di tasca propria le trasferte di gara, sicché nell'estate 2014 decise di chiudere la sua carriera.

## Palmarès

### Mondiali juniores
- 1 medaglia:
  - 1 oro (trampolino normale a Tarvisio 2007)

### Universiadi
- 1 medaglia:
  - 1 bronzo (trampolino normale a Erzurum 2011)

### Coppa del Mondo
- Miglior piazzamento in classifica generale: 22ª nel 2012
- 1 podio:
  - 1 terzo posto

### Coppa Continentale
- Miglior piazzamento in classifica generale: 6ª nel 2006
- 5 podi:
  - 1 vittoria
  - 3 secondi posti
  - 1 terzo posto

### Coppa Continentale - vittorie
| Data            | Località | Nazione | Trampolino     |
| --------------- | -------- | ------- | -------------- |
| 21 gennaio 2009 | Dobbiaco | Italia  | Sulzenhof HS74 |

### Campionati italiani
- 9 medaglie[3]:
  - 6 ori (trampolino medio, trampolino normale nel 2005; trampolino normale nel 2007; trampolino normale nel 2009; trampolino normale nel 2010; trampolino normale nel 2011)
  - 2 argenti (trampolino medio nel 2004; trampolino normale nel 2008)
  - 1 bronzo (trampolino normale nel 2012)